# محمد خزاعی (تهیه‌کننده)
محمد خزاعی فدافن (زادهٔ ۱۳۵۵ کاشمر) تهیه‌کننده و سرمایه‌گذار سینمایی اهل ایران است که از مهر سال ۱۴۰۰ تا مهر ۱۴۰۳ به‌عنوان‌ رئیس سازمان سینمایی کشور فعالیت می‌کرد. او از فیلم‌سازان نزدیک به حاکمیت و سازندهٔ آثاری منطبق بر دیدگاه‌های تبلیغاتی جمهوری اسلامی است.
وی در سال‌های ۱۳۷۶ تا ۱۳۷۷ در عرصهٔ فیلمسازی دو فیلم دست‌های نیایش و ترانه تاکستان را تجربه کرد که جوایز جشنواره‌های داخلی و خارجی را برایش به ارمغان آورد.
او در انتخابات ششمین دورهٔ شورای اسلامی شهر تهران نامزد «ائتلاف بزرگ برای مردم» (مورد حمایت جبههٔ پایداری) بود و با ۳۹٫۲۹۲ رأی و رتبهٔ ۳۳ام به‌عنوان‌ آخرین عضو علی‌البدل شورای شهر تهران انتخاب شد و از راهیابی به شورا بازماند.

## حواشی

### اشتباه خواندن دعای تحویل سال
محمد خزاعی در مراسم اختتامیهٔ چهل و دومین دوره جشنواره بین‌المللی فیلم فجر (۲۲ بهمن ۱۴۰۲) دعای تحویل سال را اشتباه خواند و این اتفاق واکنش‌های زیادی به همراه داشت.
چنانچه وی در تاریخ ۲۴ شهریور ۱۴۰۳ گفت: «من یادمه روز بعدش که رفتم پیش مادرم، مادرم یک سؤال از من کرد. گفت که تو دیگه قرآن نمی‌خونی؟ بعد گفتم که چرا. (مادر می‌گوید:) اینا میان (می‌گند) این پسره نه قرآن بلده بخونه نه نماز بلده بخونه اصلاً پدر مادرش کی هستند!». همچنین در ادامه گفت که از این سیاستمدارهایی که به خانوادهٔ من توهین کرده‌اند نخواهم گذشت.

## فیلم‌شناسی

### تهیه‌کننده
- به وقت شام (۱۳۹۶)
- امپراتور جهنم (۱۳۹۵)
- پشت دیوار سکوت (۱۳۹۵)
- قلاده‌های طلا (۱۳۹۰)
- برخورد خیلی نزدیک (۱۳۸۷)
- احضار شدگان (۱۳۸۶)
- جعبه موسیقی (۱۳۸۶)
- پشت پرده مه (۱۳۸۳)
- پیک نیک در میدان جنگ (۱۳۸۳)

### سرمایه‌گذار
- احضار شدگان (۱۳۸۶)